# Pułki artylerii ludowego Wojska Polskiego
Pułki artylerii ludowego Wojska Polskiego – pułki artylerii ludowego Wojska Polskiego, w latach 1943-1989.
Kursywą zaznaczono jednostki mobilizowane na czas wojny. Symbol ® oznacza rozformowanie, natomiast strzałki - przeformowanie lub przemianowanie.
- 1 Berliński Pułk Artylerii Lekkiej 1943-1957
- 1 Berliński Pułk Artylerii Haubic → 1 pa
- 1 Berliński Pułk Artylerii → 9 pa
- 1 Darnicki Pułk Artylerii Przeciwlotniczej → 1 pplot
- 2 Pułk Artylerii Lekkiej → 2 pa
- 2 Pułk Artylerii → 2 pa Leg → 2 pam → 2 pa Leg.
- 3 Pułk Artylerii Ciężkiej → 5 pac
- 3 Pułk Artylerii Lekkiej → 5 pal
- 3 Kołobrzeski Pułk Artylerii → 3 omt
- 3 Samodzielny Pułk Artylerii OPL → 3 spa OPK
- 3 Samodzielny Pułk Artylerii OPK → 77 paplot
- 4 Pułk Artylerii Przeciwpancernej
- 4 Pułk Artylerii → 4 pam
- 5 Pułk Artylerii Ciężkiej → 5 BAC → 80 pac
- 5 Kołobrzeski Pułk Artylerii Lekkiej → 5 pa → 3 pa
- 6 Pułk Artylerii Lekkiej
- 7 Pułk Artylerii Haubic → 73 pah
- 8 Pułk Artylerii Haubic → 73 pah
- 9 Pułk Artylerii Haubic → 73 pah
- 9 Drezdeński Pułk Artylerii → 9 omt → 16 pappanc
- 9 Bartoszycki Pułk Artylerii
- 10 Pułk Artylerii Haubic → 74 pah
- 11 Pułk Artylerii Haubic → 74 pah
- 12 Pułk Artylerii Haubic → 74 pah
- 13 Pułk Artylerii Samochodowej
- 14 Samodzielny Armijny Pułk Artylerii Przeciwlotniczej V 1944 → 1 DAPlot
- 14 Sudecki Pułk Artylerii Przeciwpancernej
- 14 Samodzielny Pułk Artylerii OPL → 14 spa OPK
- 14 Samodzielny Pułk Artylerii OPK → 79 spa OPK
- 15 Pułk Artylerii Przeciwlotniczej → 84 paplot
- 15 Pułk Artylerii Przeciwpancernej (frontu)
- 16 Pułk Artylerii Przeciwlotniczej → 84 paplot
- 16 Samodzielny Pułk Artylerii OPK
- 16 Pułk Artylerii
- 17 Pułk Artylerii Przeciwlotniczej → 84 paplot
- 18 Pułk Artylerii Przeciwlotniczej → 84 paplot
- 19 Pułk Artylerii Przeciwpancernej
- 20 Pułk Artylerii Przeciwpancernej
- 21 Zapasowy Pułk Artylerii → 82 pac
- 22 Pułk Artylerii Lekkiej → 22 pa
- 22 Pułk Artylerii → 5 pa → 5 pam → 5 pa
- 23 Kołobrzeski Pułk Artylerii Lekkiej
- 24 Pułk Artylerii Samochodowej
- 25 Pułk Artylerii Samochodowej
- 26 Pułk Artylerii Przeciwlotniczej
- 27 Pułk Artylerii Samochodowej
- 28 Pułk Artylerii Samochodowej
- 29 Pułk Artylerii Przeciwpancernej
- 30 Pułk Artylerii Przeciwpancernej
- 31 Pułk Artylerii Przeciwpancernej
- 32 Pułk Artylerii Przeciwlotniczej
- 33 Pułk Artylerii Lekkiej → 33 pah
- 33 Pułk Artylerii Haubic → 33 pa
- 33 Pułk Artylerii → 11 pa
- 34 Pułk Artylerii Lekkiej → 34 pah
- 34 Pułk Artylerii Haubic → 103 dah i 104 dah → 34 pah → 34 pa
- 34 Pułk Artylerii → 4 pa
- 35 Pułk Artylerii Lekkiej
- 36 Pułk Artylerii Lekkiej → 105 dah → 36 pa
- 36 Pomorski Pułk Artylerii → 37 pa w Stargardzie Szcz.
- 37 Łużycki Pułk Artylerii Lekkiej → 38 pal → 37 pah
- 37 Łużycki Pułk Artylerii Haubic → 37 pa w Kędzierzynie-Koźlu
- 37 Łużycki Pułk Artylerii w Kędzierzynie-Koźlu → 37 omt
- 37 Łużycki Pułk Artylerii w Stargardzie Szcz. → 30 pam
- 38 Pułk Artylerii Lekkiej → 37 pah
- 39 Pułk Artylerii Lekkiej → 39 pah
- 39 Pułk Artylerii Haubic → 33 dah
- 39 Pułk Artylerii
- 40 Pułk Artylerii Lekkiej → 40 pa
- 40 Budziszyński Pułk Artylerii → 40 omt
- 41 Pułk Artylerii Lekkiej 12 DP
- 41 Gdański Pułk Artylerii Lekkiej 16 DP → 41 pah
- 41 Gdański Pułk Artylerii Haubic → 41 dah → 41 pa
- 41 Gdański Pułk Artylerii
- 42 Pułk Artylerii Lekkiej 1944 ®
- 42 Pułk Artylerii 1945-1946 ®
- 43 Pułk Artylerii Lekkiej → 68 pah
- 44 Pułk Artylerii Haubic → 70 pah
- 45 Pułk Artylerii Lekkiej → 68 pah
- 46 Pułk Artylerii Samochodowej
- 46 Pułk Artylerii Przeciwlotniczej
- 47 Pułk Artylerii Haubic → 70 pah
- 48 Pułk Artylerii Lekkiej → 68 pah
- 49 Pułk Artylerii Samochodowej
- 50 Pułk Artylerii Haubic → 70 pah
- 51 Pułk Artylerii Samochodowej
- 52 Pułk Artylerii Samochodowej
- 53 Pułk Artylerii Przeciwpancernej
- 54 Pułk Artylerii Lekkiej
- 55 Pułk Artylerii Lekkiej → 55 pah
- 55 Pułk Artylerii Haubic → 55 i 95 dah
- 55 Drezdeński Pułk Artylerii → 9 pa
- 55 Pułk Artylerii Przeciwlotniczej → 55 pplot
- 56 Pułk Artylerii Przeciwpancernej
- 57 Pułk Artylerii Konnej
- 58 Pułk Artylerii Przeciwpancernej
- 59 Zapasowy Pułk Artylerii → 76 mpa
- 59 Pułk Artylerii
- 60 Pułk Artylerii
- 60 Samodzielny Pułk Artylerii Przeciwlotniczej MW → 60 BA OPK → 4 BA OPK → 4 BR OP
- 61 Pułk Artylerii Przeciwlotniczej → 86 paplot
- 62 Pułk Artylerii Przeciwlotniczej
- 63 Pułk Artylerii Przeciwpancernej
- 64 Pułk Artylerii Obrony Przeciwlotniczej → 64 spa OPK → 16 spa OPK
- 65 Pułk Artylerii Przeciwlotniczej
- 66 Pułk Artylerii Przeciwlotniczej → 86 paplot
- 67 Pułk Artylerii Ciężkiej → 33 BAC
- 68 Pułk Artylerii Haubic
- 69 Pułk Artylerii Przeciwlotniczej → 86 paplot
- 70 Pułk Artylerii Haubic
- 71 Pułk Artylerii Ciężkiej
- 72 Pułk Artylerii Przeciwpancernej
- 73 Pułk Artylerii Haubic
- 74 Pułk Artylerii Haubic
- 75 Pułk Artylerii Przeciwlotniczej → 86 paplot
- 76 Warszawski Manewrowy Pułk Artylerii
- 77 Pułk Artylerii Przeciwlotniczej → 88 paplot
- 77 Pułk Artylerii
- 78 Pułk Artylerii Przeciwpancernej
- 78 Zapasowy Pułk Artylerii
- 79 Pułk Artylerii Przeciwlotniczej → 88 paplot
- 79 Samodzielny Pułk Artylerii OPK → 79 spr OP
- 80 Pułk Artylerii Ciężkiej → 26 dac
- 80 Pułk Artylerii Przeciwlotniczej
- 81 Pułk Artylerii Przeciwlotniczej → 88 paplot
- 82 Pułk Artylerii Ciężkiej → 27 dac
- 82 Pułk Artylerii Przeciwlotniczej → 75 paplot
- 83 Pułk Artylerii Przeciwlotniczej → 88 paplot
- 84 Pułk Artylerii Przeciwlotniczej
- 85 Pułk Artylerii Ciężkiej → 28 dac
- 85 Pułk Artylerii Obrony Przeciwlotniczej
- 86 Pułk Artylerii Przeciwlotniczej → 86 pa OPL
- 87 Pułk Artylerii Haubic → 29 dah
- 87 Pułk Artylerii Obrony Przeciwlotniczej
- 88 Pułk Artylerii Przeciwlotniczej → 12 daplot → 88 daplot → 83 daplot → 83 paplot → 8 pplot
- 89 Pułk Artylerii Obrony Przeciwlotniczej
- 90 Pułk Artylerii Haubic → 30 dah → 30 dac
- 90 Pułk Artylerii Obrony Przeciwlotniczej
- 91 Wejherowski Pułk Artylerii Przeciwpancernej 1991-1995 → 17 pappanc 1995-1998 ®
- 92 Pułk Artylerii Przeciwpancernej
- 93 Pułk Artylerii Przeciwlotniczej
- 94 Pułk Artylerii Obrony Przeciwlotniczej
- 95 Pułk Artylerii Przeciwlotniczej
- 96 Pułk Artylerii Obrony Przeciwlotniczej
- 97 Pułk Artylerii Obrony Przeciwlotniczej
- 98 Pułk Artylerii Obrony Przeciwlotniczej
- 99 Pułk Artylerii Obrony Przeciwlotniczej → 111 daplot → 99 paplot
- 99 Pułk Artylerii Przeciwlotniczej → 99 omt
- 101 Pułk Artylerii Przeciwpancernej → 14 pappanc
- 102 Pułk Artylerii Haubic → 1 pah
- 103 Pułk Artylerii Haubic
- 104 Pułk Artylerii Przeciwlotniczej
- 105 Pułk Artylerii Przeciwpancernej
- 105 Pułk Artylerii Haubic
- 106 Pułk Artylerii Przeciwpancernej
- 108 Pułk Artylerii Haubic
- 108 Zapasowy Pułk Artylerii
- 109 Pułk Artylerii Haubic
- 110 Pułk Artylerii Przeciwpancernej
- 111 Pułk Artylerii Przeciwlotniczej → 19 daplot → 111 paplot
- 112 Pułk Artylerii Ciężkiej → 112 paa
- 112 Pułk Artylerii Armat → 31 BAA → 5 BAA
- 113 Pułk Artylerii Haubic → 36 dah → 113 pa
- 113 Pułk Artylerii → 13 pa
- 114 Pułk Artylerii Lekkiej
- 114 Pułk Artylerii Haubic
- 114 Pułk Artylerii
- 116 Pułk Artylerii Haubic
- 117 Pułk Artylerii Lekkiej
- 118 Pułk Artylerii Ciężkiej → 118 paa
- 118 Pułk Artylerii Armat
- 119 Pułk Artylerii Lekkiej
- 120 Pułk Artylerii Ciężkiej → 120 paa
- 120 Pułk Artylerii Armat → 35 BAA → 115 dah
- 121 Pułk Artylerii Lekkiej → 126 pappanc
- 122 Pułk Artylerii Lekkiej   - JW 2896 Ostrów Wielkopolski[1]
- 123 Pułk Artylerii Haubic
- 124 Pułk Artylerii Przeciwlotniczej → 3 pplot
- 126 Pułk Artylerii Przeciwpancernej → 80 dappanc
- 127 Pułk Artylerii Haubic
- 128 Pułk Artylerii Przeciwlotniczej
- 129 Samodzielny Pułk Artylerii Obrony Przeciwlotniczej → 26 BA OPK → 26 BR OP
- 129 Pułk Artylerii Przeciwlotniczej 26 Rez. DZ
- 130 Pułk Artylerii Przeciwlotniczej 11 DZ
- 130 Pułk Artylerii Przeciwlotniczej 28 Rez. DZ
- 131 Pułk Artylerii Haubic
- 131 Pułk Artylerii Przeciwlotniczej 31 Rez. DZ
- 132 Pułk Artylerii Lekkiej
- 133 Zapasowy Pułk Artylerii Przeciwlotniczej
- 134 Pułk Artylerii Lekkiej
- 135 Pułk Artylerii Ciężkiej
- 138 Pułk Artylerii Lekkiej
- 139 Pułk Artylerii Ciężkiej → 139 paa
- 139 Pułk Artylerii Armat
- 140 Pułk Artylerii Haubic
- 142 Pułk Reflektorów
- 144 Pułk Artylerii Przeciwpancernej
- 148 Pułk Artylerii Ciężkiej
- 148 Zapasowy Pułk Wojsk OPL
- 150 Pułk Artylerii Lekkiej
- 155 Pułk Artylerii Przeciwpancernej
- 156 Pułk Artylerii Przeciwpancernej
- 157 Pułk Artylerii Przeciwpancernej
- 158 Pułk Artylerii Przeciwpancernej
- 159 Pułk Artylerii Ciężkiej → 16 BAA